# Лисянщина (Хорольский район)
Лисянщина (укр. Лісянщина) — село,
Штомпелевский сельский совет,
Хорольский район, Полтавская область, Украина. Код КОАТУУ — 5324887713. Население по переписи 2001 года составляло 167 человек.

## Географическое положение
Село Лисянщина примыкает к городу Хорол и селу Штомпелевка.
Через село проходит железная дорога, станция Хорол в 0,5 км.

## История
Есть на карте 1869 года.